# Floresta do Piauí
Floresta do Piauí är en kommun i Brasilien.   Den ligger i delstaten Piauí, i den östra delen av landet, 1 100 km nordost om huvudstaden Brasília. Antalet invånare är 2 482.
Omgivningarna runt Floresta do Piauí är huvudsakligen savann. Runt Floresta do Piauí är det glesbefolkat, med 8 invånare per kvadratkilometer.